# Pomoravlje
Pomoravlje (cyr. Поморавље) – kraina geograficzna w środkowej Serbii, położona pomiędzy rzekami Morawą, Morawą Południową i Morawą Zachodnią.
Jest to obszar nizinny, użytkowany rolniczo (sadownictwo, uprawa winorośli). W jej południowej części znajdują się liczne kotliny (m.in. Leskovačka, Niško-aleksinačka i Vranjska) i wąwozy. Z doliną Wardaru połączona jest Preševskim prijevojem (przełęczą).
Cechuje się znaczną gęstością zaludnienia, w porównaniu z innymi częściami kraju. Jego główne miasta to Nisz, Kruševac, Leskovac i Vranje.